# 155-мм пушка образца 1998 года
155-мм пушка образца 1998 года (фин. 155 millimetrin kanuuna 1998) — финская буксируемая самодвижущаяся пушка образца 1998 года. Является развитием 155-мм пушки образца 1983 года (155 К 83) производства компаний Тампелла и Ваммас. Орудие принято на вооружение Сил обороны Финляндии в том же году.
Имеет вспомогательную силовую установку мощностью 78 кВт (105 л. с.), способную двигать орудие самостоятельно на расстояние до 1,6 км. Пушка буксируется грузовиком повышенной проходимости. Подготовка орудия к стрельбе занимает несколько минут.
Цена пушки для Сил обороны Финляндии 500 000 евро. Имеется лицензионное производство этих пушек в Египте.

## Особенности
155 К 98 имеет конструкцию близкую к 122-мм пушке образца 1960 года (122 K 60) производства компаний Тампелла (Tampella) и Ваммас (Vammas). Затвор — полуавтоматический клиновый. Пушка имеет возможность использования отдельного зарядного устройства.
Орудие имеет 78-киловаттный (105 л. с.) дизельный двигатель Дойц (Deutz) с воздушным охлаждением. Двигатель может приводить в движение четыре колеса у 155 К 98. Скорость на шоссе достигает 15 км/ч, на пересечённой местности максимум 7,5 км/ч. ВСУ вырабатывает электричество для навигационного оборудования, средств связи и обеспечивать автоматическое управление гидравликой орудия.
Длина ствола составляет 52 калибра. На стволе установлен однокамерный дульный тормоз.
Дальность выстрела обычным осколочно-фугасным снарядом составляет 28 км и до 43 км активно-реактивным. Общий вес составляет 14 580 кг.

## Операторы
- Финляндия: 132 единицы по состоянию на 2024 год[4].
- Египет: 16 единиц[5][6]